# Infanterie-Division Ferdinand von Schill
Die Infanterie-Division Ferdinand von Schill war eine deutsche Infanteriedivision im Zweiten Weltkrieg.

## Divisionsgeschichte
Die Division wurde am 10. April 1945 zunächst als teilmotorisierte Kampfgruppe Burg aus Schülern der Sturmgeschützschule Burg im Ort Burg bei Magdeburg für den Wehrkreis XI aufgestellt. Sie ist die letzte aufgestellte Division des Dritten Reichs und war mit ca. 10.000 Mann die zu diesem Zeitpunkt größte verbliebene Division der Wehrmacht.
Divisionswappen war eine Windmühle.
Die Kampfgruppe Burg wurde am 20. April 1945 in Infanterie-Division Ferdinand von Schill umbenannt und der 12. Armee (Armee Wenck) unterstellt. So kämpfte diese an der Elbe und nahm am Kampf um Potsdam teil. Die Einheit erlitt bei Kämpfen südlich von Berlin schwere Verluste und ging im Mai 1945 erst in alliierte Kriegsgefangenschaft (POW-Lager nahe Düsseldorf), wurde aber kurze Zeit später in sowjetische Kriegsgefangenschaft überstellt. Kommandeur des Verbands war der Major (später Oberstleutnant) und spätere Brigadegeneral der Bundeswehr Alfred Müller.
Namensgeber der Division war der preußische Offizier Ferdinand von Schill.

## Gliederung
- Grenadier-Regiment Schill 1
- Grenadier-Regiment Schill 2
- Artillerie-Regiment Schill 3
- Sturm-Brigade Schill
- Sturmgeschütz-Brigade 394, bisher Lehr-Brigade III
- Füsilier-Bataillon Schill
- Nachrichten-Abteilung Schill
- Pionier-Kompanie Schill